# 스쿨 타이쿤
《스쿨 타이쿤》(School Tycoon)은 캣 데디 게임스사(Cat Daddy Games)가 개발하고 글로벌 스타사(Global Star)가 2004년에 발매한 학교 시뮬레이션 게임이며 현재 한국어판도 출시되었다. 게임 운영의 통계학 같은 복잡한 요소가 없어서 그런지 다른 타이쿤 게임 보다 쉽고 간단하다.

## 게임방법
영어, 수학, 사회, 독서, 생물학, 화학, 컴퓨터, 기술가정학, 미술, 음악 등의 강의실을 지어 놓으면 학생들이 몰려온다. 플레이어는 교장 선생님이 되어 학생들의 이탈을 막기 위해 체육관, 축구장, 테니스장, 농구장, 야구장, 미식축구장, 오락실, 롤러코스터 등 운동과 놀이시설 등을 짓고 미화원 등을 고용해 학교를 더욱 발전해 나가는 게임이다.
또 불량학생들은 처벌시설에 가둬놓고 거기서 교육시키는 경우도 있다.